# Vivaldi (瀏覽器)
Vivaldi是薇荻科技（Vivaldi Technologies）公司開發的网页浏览器。由創始人譚詠文（前Opera软件公司的執行長、創辦人）與富田龍起（Tatsuki Tomita，前Opera软件公司資深副總經理）在離開Opera公司後另起爐灶新創辦。
Vivaldi追求「為我們的朋友而打造」，旨在為原先Opera的忠實用户，如高階技術專家、重度的互联网用户，提供原Presto Opera的諸多專屬功能，例如自訂面板、筆記、分頁群組、單鍵快捷鍵等等。Opera原有不少受歡迎的專屬功能，卻在從Presto引擎更換為Blink的轉型過程中被削減而少掉原味。
2016年4月起，Vivaldi正式版发布。Vivaldi名字來源於義大利作曲家。

## 起源、支援與社群
2014年3月，Opera公司關閉了My Opera——這是由來已久的虛擬社群支援網站——片面關閉的決定令譚詠文感到憤怒，因為他認為這個社群幫助了Opera瀏覽器的發展。於是，譚詠文推出了Vivaldi社群（Vivaldi Community）是一個專注為使用者提供論壇，部落格以及其他眾多實用網路服務的虛擬社群，供用戶交流、回報錯誤、或客製化翻譯。
2015年1月27日，Vivaldi公司宣佈推出瀏覽器，名字來自一個義大利作曲家安東尼奧·韋瓦第（Antonio Lucio Vivaldi），「因為這是個在全世界容易被記住和了解的名字」其中一個創辦人解釋道。
「為我們的朋友而打造的瀏覽器」是Vivaldi首頁標語。

## 特點
Vivaldi瀏覽器排版引擎採用Blink，不僅與新版Opera特色相近，更提供更多（曾經是Opera 12以前版本出現過的）專屬功能：
- 內建自訂個性：相較於其他瀏覽器分頁標籤列預設在頂部，Vivaldi可自訂分頁標籤列放置在底部[14]，或改為分頁行放置在左緣或右緣，甚至隱藏（可藉由鍵盤瀏覽）。各式的命令快捷也能讓用戶容易自訂。自3.4版本起，幾乎所有頁面與介面元素（包括標籤列、地址列等）的右鍵選單都能自由訂製，使用者可以添加、移動、刪除或重新命名右鍵選單中的各種項目，使其完全貼合使用者的瀏覽習慣。
- 外觀具有彈性色系，分頁、網址列能隨著不同網頁的切換而一併突顯專屬色彩。
- 支援分頁群組的整理
- 支援網頁筆記功能（含擷圖）
- 可分類 Speed Dial（同樣延續 Opera 開創的 Speed Dial 風格）
- 能一鍵切換（隱藏圖片、改變顏色、黑白或3D立體顯示）以自訂網頁顯示，方便各人不同瀏覽的需求。[15]

Vivaldi能使用“應用程式啟動器（App Launcher）”，並能直接安裝Chrome線上應用程式商店的應用程式。

## 版號

### 正式版以前
首開發版（建號 Vivaldi 1.0.83.38），2015年1月27日。技術預覽4版（建號 1.0.219.50），7月16日。
公測1版（建號 1.0.303.52），11月3日發布。公測2版（建號 1.0.344.37），12月18日發布。
公測3版（建號 1.0.403.24），2016年3月4日發布。最終候選版（建號 Vivaldi 1.0.435.29），2016年4月4日發布。

### 正式版（2016年4月起）
1.0版（建號 Vivaldi 1.0.435.42）2016年4月7日發布。1.1版（建號1.1.453.47），4月26日發布。1.2版（建號 1.2.490.39），2016年6月2日發布。1.3版（建號1.3.551.30）8月11日發布。1.4版（建號1.4.589.11）9月8日發布。1.5版，11月22日發布。1.6版，2016年12月發布。1.7版，2017年2月發布。1.8版，2017年3月發布。
1.9版，1.10版（建號1.10.867.38）2017年6月13日發布。
| Vivaldi 瀏覽器特性紀錄 | Vivaldi 瀏覽器特性紀錄 | Vivaldi 瀏覽器特性紀錄 |
| 版本                   | 日期                   | 特性 |
| 技術預覽版             | 技術預覽版             | 技術預覽版 |
| ---------------------- | ---------------------- | --- |
| 技術預覽 1 版          | 2015 年 1 月 27 日     | - 分頁群組 - 筆記 - 快速撥號 - 書籤管理器 - 下載管理器 - 快捷指令 - 滑鼠手勢 - 頁面動作 - 面板 - 彩色化分頁 - 可視化分頁 - 最近關閉的分頁 - 鍵盤快速鍵 |
| 技術預覽 2 版          | 2015 年 3 月 5 日      | - 書籤列 - 圖片按需加載 - 快進／快退 - 空間導航 |
| 技術預覽 3 版          | 2015 年 4 月 28 日     | - 分頁平鋪 - 未讀頁面標記 - 原生視窗 - 自動更新 - 個人資料匯入 - 按需載入外掛模組 - 背景分頁載入指示 |
| 技術預覽 4 版          | 2015 年 7 月 16 日     | - 啟動設定 - 色彩方案 - 使用者介面縮放 - HiDPI 支援 - 分頁鎖定 - 工作管理員 |
| 公測版                 |                        | |
| 公測 1 版              | 2015 年 11 月 3 日     | - 網頁面板 - 無邊框介面 - 分頁可視化導航 - 無痕視窗 - 頁面載入進度指示 - 鍵入歷史紀錄 - 平滑捲動 - 地理資訊支援 - HTML5 h.264, AAC 及 MP3 支援 - 完整的延伸套件支援 |
| 公測 2 版              | 2015 年 12 月 17 日    | - 快速關閉分頁 - 書籤及筆記垃圾桶 - 隱藏面板 - 分頁靜音 - HTML5 通知 - 全局字體設定 - 預設字元編碼設定 - 跨視窗移動分頁 |
| 公測 3 版              | 2016 年 3 月 4 日      | - 書籤匯出 - 介面縮放 - 頁面全局/獨立縮放設定 - 雙擊關閉分頁 - 多彩分頁設定 - 分頁管理 - 瀏覽頁組管理 - 分頁休眠 - CSS 調試器 |
| 正式版                 |                        | |
| 1.0                    | 2016 年 4 月 8 日      | - 搜尋建議 - 歡迎頁面 - 分頁最小化 |
| 1.1                    | 2016 年 4 月 26 日     | - 按住 Alt(⌥)+滑鼠左鍵單擊關閉其他分頁 - 在當前分頁群組開啟連結 - 分頁關閉啟用設定 - 從 Opera 12 匯入快速撥號 - 分頁群組休眠 |
| 1.2                    | 2016 年 6 月 2 日      | - 自定義滑鼠手勢 - 新增分頁開啟頁面設定 - 關閉多個選中的分頁 - 位址欄新分頁開啟快速鍵設定 - 獨立的分頁縮放 |
| 1.3                    | 2016 年 8 月 11 日     | - 自定義多彩主題 - 主題編輯支援顏色編輯器 - WebRTC IP 處理設定 - 增強滑鼠手勢 - 加強隱私控制 - 修正中文輸入法相容問題 |
| 1.4                    | 2016 年 9 月 8 日      | - 主題排程 - 網頁面板支援獨立的寬度設定 - 中鍵單擊垃圾桶恢復被關閉的分頁 |
| 1.5                    | 2016年11月21日         | - 分頁拖曳 - 可於筆記追加截圖 - 飛利浦Hue lighting system 集成 - 從網址列進入閱讀模式 - 支援Chromecast - 從選取文字進行搜尋 |
| 1.6                    | 2016年12月15日         | - Tab通知 - Ctrl / ⌘+滑鼠連點2次分頁，會一併強調相同網站的分頁 - 允許重新命名分頁堆疊 - 於地址欄輸入Ctrl + Enter 跳轉至主機名稱 |
| 1.7                    | 2017年2月8日           | - 新增網頁截圖按鈕 - 休眠分頁 - 支援原生地MacOS通知 - Addition of StartPage private search engine - Configurable top-level domain expansion. - 網址列中，可以設定擴充功能是否可見 - 針對中文、日文、韓文使用者，加強 Windows/Linux 版本的鍵盤目錄 |
| 1.8                    | 2017年4月4日           | - 修正 Linux 版的 .desktop 檔編碼問題 - 補足挪威語譯文 - 更新Chromium版本至57.0.2987.138 - 修正無痕視窗中，右鍵選單的bug |
| 1.9                    | 2017年4月27日          | - 默認搜尋引擎清單追加Ecosia - 擴充功能可自由排序 - 筆記可自由排序 - 可依網站過濾歷史紀錄 - 網頁面板追加刪除功能 - 在多數國家的版本中，改以雅虎作為默認搜尋引擎 - 允許在搜尋引擎設定中，將其設置為以POST進行搜尋 - 移除診斷回報功能 |
| 1.10                   | 2017年6月15日          | - 更新開始頁 - 快速撥號的縮圖可更改為使用者自訂圖片 - 快速撥號的資料夾可更改為使用者自訂圖片 - 快速撥號增加至12列 - 開發者工具可至於螢幕的底部或兩側 - 新增關閉網址列下拉列表中的書籤和輸入歷史記錄的選項 - Windows 8和以上的版本中，可以以桌面背景當作開始頁的背景 |
| 1.11                   | 2017年8月10日          | - 可自定義閱讀器模式 - 滑鼠手勢的靈敏度設定 - 可藉由設定來禁用GIF動畫 - 快速撥號功能的設定 - 更新Vivaldi的圖示和Windows安裝程式背景 - 更新 Chromium至60.0.3112.105 |
| 1.12                   | 2017年9月20日          | - 新增瀏覽圖片屬性的功能 - 可檢視下載的檔案的詳細資料 - 下載頁可依檔案類型排序 - 可自定義顏色的飽和度 - 修正在EmailOnDeck網站上的崩壞問題 - 修正Vivaldi在崩壞後無法重新啟動的問題 |
| 1.13                   | 2017年11月22日         | - 追加 Windows 面板，可用以管理分頁 - 下載完成前關閉瀏覽器時的警告視窗 - 能夠暫停和恢復下載 - 下載速度顯示在下載進度條中 - 更新搜尋引擎圖示 |
| 1.14                   | 2018年1月31日          | - 直行閱讀模式 - 筆記支援 Markdown 格式 - 網頁面板排序 - 搜尋引擎排序 - 於地址欄輸入Ctrl + Enter 跳轉至主機名稱 - External links open in popup windows instead of the main browser window - Mac版 Vivaldi Update results in no permissions for all but owner - Linux版 Pinned icon (GNOME favorites) does not start Vivaldi (VB-36741) - 更新Chromium版本至 64.0.3282.143 |
| 1.15                   | 2018年4月25日          | - 可自定義視窗背景圖 - [New] “Bookmarks” in the main menu (VB-7980) - 可藉由快速鍵，在全螢幕的狀態開啟工具列或網頁面板 - 默認搜尋引擎增加 Qwant（1.15.1147.52 版追加） |
| 2.0                    | 2018年9月26日          | - 支持AV1影片格式 - 快速指令功能新增 - 建立新的筆記 - 搜尋筆記 - 透過指令縮放UI - Open items in a new tab via modifier keys |
| 2.1                    | 2018年10月25日         | |
| 2.2                    | 2018年12月13日         | |
| 2.3                    | 2019年2月6日           | |
| 2.4                    | 2019年3月27日          | - 可自定义工具栏内容 |
| 2.5                    | 2019年5月8日           | - 集成雷蛇键盘的“幻彩背光”功能 - 支持画中画功能 |
| 2.6                    |                        | |
| 2.7                    | 2019年8月21日          | - Flash 設定移動至設定頁 - 可以直接在分頁的右鍵選項中靜音分頁 - 狀態列的資訊追加頁面讀取中的狀態 - 在「新增使用者」的選單中，可以直接為新使用者建立桌面捷徑 |
| 2.8                    | 2019年9月19日          | |
| 2.9                    | 2019年10月31日         | |
| 2.10                   | 2019年12月19日         | |
| 3.1                    | 2020年6月11日          | - 新增筆記的管理頁 - 新增客製化目錄選單功能 |
| 3.3                    | 2020年9月7日           | - 可為無痕視窗和一般模式分別設定不同主題 - 網址列強調顯示網域 - 按下Ctrl，在網址列可以輕易裁減URL - 新增「暫停模式」 |

## 相關
- 网页浏览器列表
- 网页浏览器时间线
- 網頁瀏覽器發展歷史（英语：Web browser history）